# Eirik Tage Johansen
Eirik Tage Johansen is een professioneel golfer uit Noorwegen.

## Amateur
Eirik Tage Johansen studeerde aan de Universiteit van South Carolina en behaalde in 2006 een graad in Sport en Entertainment Management.
Hij won onder meer het Zwitsers amateurkampioenschap in 2002.

## Professional
Eirik Tage Johansen werd in 2006 professional en had toen handicap +3. Hij ging naar de Tourschool, waar hij een eerste ronde van -7 maakte in slechte weersomstandigheden. Uiteindelijk eindigde hij op de 16e plaats.
In 2008 en 2009 moest hij naar de Tourschool terug maar mocht direct door naar de Final Stage. Beide keren kreeg hij de 7e kaart.
In 2010 speelt hij dus op de Europese PGA Tour. Zijn beste resultaat is een 34e plaats in Wales.
In 2011 was zijn beste resultaat een 8e plaats bij het Africa Open.